# 1820 в Україні

## Пам'ятні дати та ювілеї
- 900 років з часу (920 рік):
  - першої сутички руських військ із печенігами.
- 875 років з часу (945 рік):
  - повстання деревлян, які стратили князя Ігоря.
  - початку правління княгині Ольги, дружини князя Ігоря.
- 850 років з часу (970 рік):
  - війська Святослава Ігоровича пішли в похід на Константинополь.
- 750 років з часу (1070 рік):
  - першої літописної згадки про Видубицький монастир під Києвом, заснований київським князем Всеволодом Ярославичем.
- 700 років з часу (1120 рік):
- Переяславський князь Ярополк Володимирович провів успішний похід проти половців.
- 650 років з часу (1170 рік):
  - Мстислав Ізяславич вигнав Гліба Юрійовича з Києва, однак незабаром помер, і Гліб Юрійович повернувся на князівство.
- 575 років з часу (1245 рік):
  - битви поблизу міста Ярослав між військами галицько-волинських князів Данила і Василька Романовичів з одного боку і силами угорців, поляків та галицької боярської опозиції з іншого у 1245 році (17 серпня).
  - початку подорожі князя Данила Романовича за ярликом у Золоту Орду.
- 225 років з часу (1595 рік):
  - Козаками взято турецьке місто Синоп, вперше використовуючи при цьому козацькі підводні човни.
- Северин Наливайко із запорожцями ходили до Волощини на поміч Австрії.
- 200 років з часу (1620 рік):
  - відновлення православної ієрархії в Україні, коли Ієрусалимський патріарх Феофан висвятив на православного митрополита Іова Борецького у 1620 році (10 вересня).
  - участь українських козаків у Цецорській битві війська Речі Посполитої з турецько-татарськими військами біля села Цецора поблизу Ясс (17 вересня — 7 жовтня).
- 125 років з часу (1695 рік початку спорудження на замовлення гетьмана Івана Мазепи Вознесенського собору в Переяславі.
- 100 років з часу (1720 рік) Указу Петра І про заборону друкувати книжки українською мовою.
- 75 років з часу (1745 рік початку спорудження у Львові собору Святого Юра — кафедрального собору греко-католицької церкви (архітектор Бернард Меретин).
- 50 років з часу (1770 рік) заклаждення на місці сучасного Запоріжжя — Олександрівської фортеці. Ця подія вважається датою заснування міста.
- 25 років з часу (1795 рік):
  - третього поділу Речі Посполитої, за яким до Російської імперії відійшла Західна Волинь, а Річ Посполита перестала існувати як окрема держава. Всі її землі поділили між собою Росія, Австрія та Пруссія.
  - заснування міста Одеси.

### Видатних особистостей

#### Народження
- 600 років з дня народження (1220 рік):
  - Олександр Ярославич (Невський), великий князь Київський (1249—1263 рр.), князь новгородський (1236—1251 рр.), великий князь володимирський (1252—1263 рр.); син Ярослава III Всеволодовича, прийомний син Батия, правнук Юрія Долгорукого; прославився перемогами над шведами у битві на Неві (1240) і лицарями Лівонського ордену (Льодове побоїще, 1242 р.).
- 400 років з дня народження (1420 рік):
  - Семен Олелькович, останній князь Київський (1455—1470 рр.); правнук Великого литовського князя Ольгерда.
- 250 років з дня народження (1570 рік):
  - Памво Беринда, український лексикограф, мовознавець («Лексіконъ славеноросскїй альбо Именъ тлъкованїє», 1627), письменник, друкар.
- 200 років з дня народження (1620 рік):
  - Самойлович Іван, український військовий, політичний і державний діяч, гетьман Війська Запорозького, гетьман Лівобережної України (1672—1687 рр.).
- 150 років з дня народження (1670 рік):
  - Самійло Васильович Величко, український козацький літописець.
- 75 років з дня смерті (1745 рік):
  - Березовський Максим Созонтович, український композитор, диригент, співак.

#### Смерті
- 650 років з дня смерті (1170 рік):
  - Мстислав Ізяславич (Мстислав II), князь переяславський (1146—1149, 1151—1154 рр.), пересопницький (1155—1156 рр.), волинський (1156—1170 рр.), Великий князь київський (1167—1169, 1170 рр.) з династії Рюриковичв.
- 550 років з дня смерті (1270 рік):
  - Бела IV, король Угорщини і Хорватії (1235—1270 рр.) з династії Арпадів; свекор Данила Галицького.
- 350 років з дня смерті (1470 рік):
  - Семен Олелькович, останній князь Київський, (1455—1470 рр.); правнук Великого литовського князя Ольгерда.
- 225 років з дня смерті (1595 рік):
  - Римша Андрій, український і польський письменник («Хронологія») і перекладач.
- 75 років з дня смерті (1745 рік):
  - Довбуш Олекса Васильович, український народний герой, ватажок повстання карпатських опришків (1738—1745 рр.)

## Події
- відкриття князем Олександром Безбородьком в м. Ніжині гімназії вищих наук, що прирівнювалася до університету.
- придушення виступів опришків під проводом Олекси Довбуша на Прикарпатті.
- початок виступів опришків на чолі з Мироном Штолюком у Східній Галичині та Північній Буковині.

## Особи

### Народились
- 1 січня, Іван Барусевич (1820 — після 1892) — греко-католицький священик, василіянин, довголітній учитель головної школи при василіянському монастирі в Дрогобичі і її директор у 1862—1868 роках, ігумен монастирів у Жовкві і Крехові.
- 2 січня, Лебединцев Петро Гаврилович (1820—1896) — український історик, археолог, педагог, журналіст, релігійний та освітній діяч.
- 21 лютого, Аполло Коженьовський (1820—1869) — польський письменник і революційний діяч.
- 19 березня, Дрентельн Олександр Романович (1820—1888) — російський державний діяч. Від 13(25) січня 1881 року — Київський, Подільський і Волинський генерал-губернатор, командувач військ Київського військового округу.
- 16 квітня, Скоморовський Келестин Захарович (1820—1866) — український письменник, греко-католицький священик, поет, мовознавець, перекладач. Член «Головної Руської Ради» в м. Львові (1848).
- 21 травня, Гірс Микола Карлович (1820—1895) — міністр закордонних справ Росії у 1882—1895 роках.
- 7 жовтня, Харитоненко Іван Герасимович (1820—1891) — український землевласник, промисловець-цукрозаводчик, філантроп і меценат з роду Харитоненків. Належав до найбагатших власників цукрових заводів в Україні.
- 10 грудня, Бахматюк Олекса (1820—1882) — український майстер декоративного розпису на кахлях.
- Васько Гаврило Андрійович (1820—1866) — український живописець, портретист, відомий педагог, викладач рисунка та живопису у Київському університеті (1847—1863).
- Грицуняк Антін Андрійович (1820—1900) — український народний розповідач з Тернопільщини, війт Чернихівців.
- Карпенко Григорій Данилович (1820—1869) — український письменник, актор.
- Назаренко Карп (1820 — ? 1890) — лірник.
- Писаревський Петро Степанович (1820—1871) — український поет, автор бурлескних віршів і байок.
- Честахівський Григорій Миколайович (1820—1893) — український маляр, приятель Тараса Шевченка, автор спогадів про нього.

### Померли
- 22 січня, Гудович Іван Васильович (1741—1820) — граф (з 5 квітня 1797), генерал-фельдмаршал російської імператорської армії з відомого козацько-старшинського роду Гудовичів.
- 23 лютого, Алоїз Фелінський (1771—1820) — польський поет та драматург, громадський і політичний діяч.
- 7 липня, Казимир Жевуський (1750—1820) — граф, польський аристократ гербу Кривда, урядник, депутат сейму Речі Посполитої.
- 24 вересня, Срезневський Іван Овсійович (1770—1820) — професор (з 1813) ров. красномовства, поезії й слов'янських мов Харківського університету.

## Засновані, створені
- Бібліотека імені академіка М. О. Лавровського
- «Брати Яхненки і Симиренко»
- Єнікальський маяк
- Костел святого Йоана Непомуки (Заміхів)
- Михайлівська церква (Одеса, Михайлівська площа)
- Церква Святого Архангела Михаїла (Лючки)
- Церква Усікновення Чесної Голови Пророка Івана Хрестителя (Назавизів)
- Поштова контора (Ромни)
- Тернопільська гімназія єзуїтів
- Будинок А. О. Козачковського
- Агафіївка
- Азовське (Генічеський район)
- Верхні Сірогози
- Воскресенка (Новотроїцький район)
- Ганнівка (Братський район)
- Іванівка (Чаплинський район)
- Ільїне
- Калинівка (Носівський район)
- Кримка (Бердянський район)
- Лук'янівка (Київ)
- Марківка (Роздільнянський район)
- Одрадівка (Новотроїцький район)
- Прогрес (Кремінський район)
- Просторе (Чернігівський район)
- Розівка (Чернігівський район)
- Світлогірське (Роздільнянський район)
- Стокопані
- Строганівка (Чаплинський район)
- Троїцько-Сафонове
- Хоминка
- Чорногірка